# Bartlett Real Estate Office
Pour les articles homonymes, voir Bartlett.
Le Bartlett Real Estate Office est un immeuble de bureaux américain situé dans le comté de Porter, en Indiana. Protégé au sein du parc national des Indiana Dunes, il est inscrit au Registre national des lieux historiques depuis le 23 mars 2004.